# Бранко Ђурђевић
Бранко Ђурћевић (Ниш, 1889 — Београд, 1924) био је књижар који је отворио књижару у Скопљу, значајну по популарисању српске књиге.

## Биографија
Бранко Ђурђевић је рођен 1889. године у Нишу, у сиромашној породици. У родном граду је завршио основну школу, а потом и два разреда гимназије. Године 1904. ступа у Цвијановићеву књижару у Београду, где је, у почетку као шегрт, а касније као помоћник, провео више година.

## Улазак у књижарство
Жеља за усавршавањем га је вукла у свет. Одлази 1909. године у Лајпциг, центар немачког књижарства, и ступа у Фолкмарову књижару. Исти пут је прошао и његов учитељ Цвијановић, на чију препоруку је и отишао у Лајпциг. У Лајпцигу је провео известан период свог живота, али се враћа 1912. године због Првог балканског рата. Први светски рат затекао га је на новој војној дужности. После слома српске војске, стигао је у Бизерту. Када је рат завршен и када се наша војска после победе вратила у отаџбину, Бранко је стигао међу последњима, јер је дужност војника сматрао битним. По доласку, са Кангргом отвара књижару у Скопљу, која је постала значајна по популарисању српске књиге. Умро је у Београду веома млад, у тридесет петој години, оставивши велики траг и као човек и као књижар.